# Zapada cordillera
Zapada cordillera is een steenvlieg uit de familie beeksteenvliegen (Nemouridae). De wetenschappelijke naam van de soort is voor het eerst geldig gepubliceerd in 1971 door Baumann & Gaufin.